# Eratoneura hymac
Eratoneura hymac är en insektsart som först beskrevs av Robinson 1924.  Eratoneura hymac ingår i släktet Eratoneura och familjen dvärgstritar. Inga underarter finns listade i Catalogue of Life.